# Wiktor Raczyński

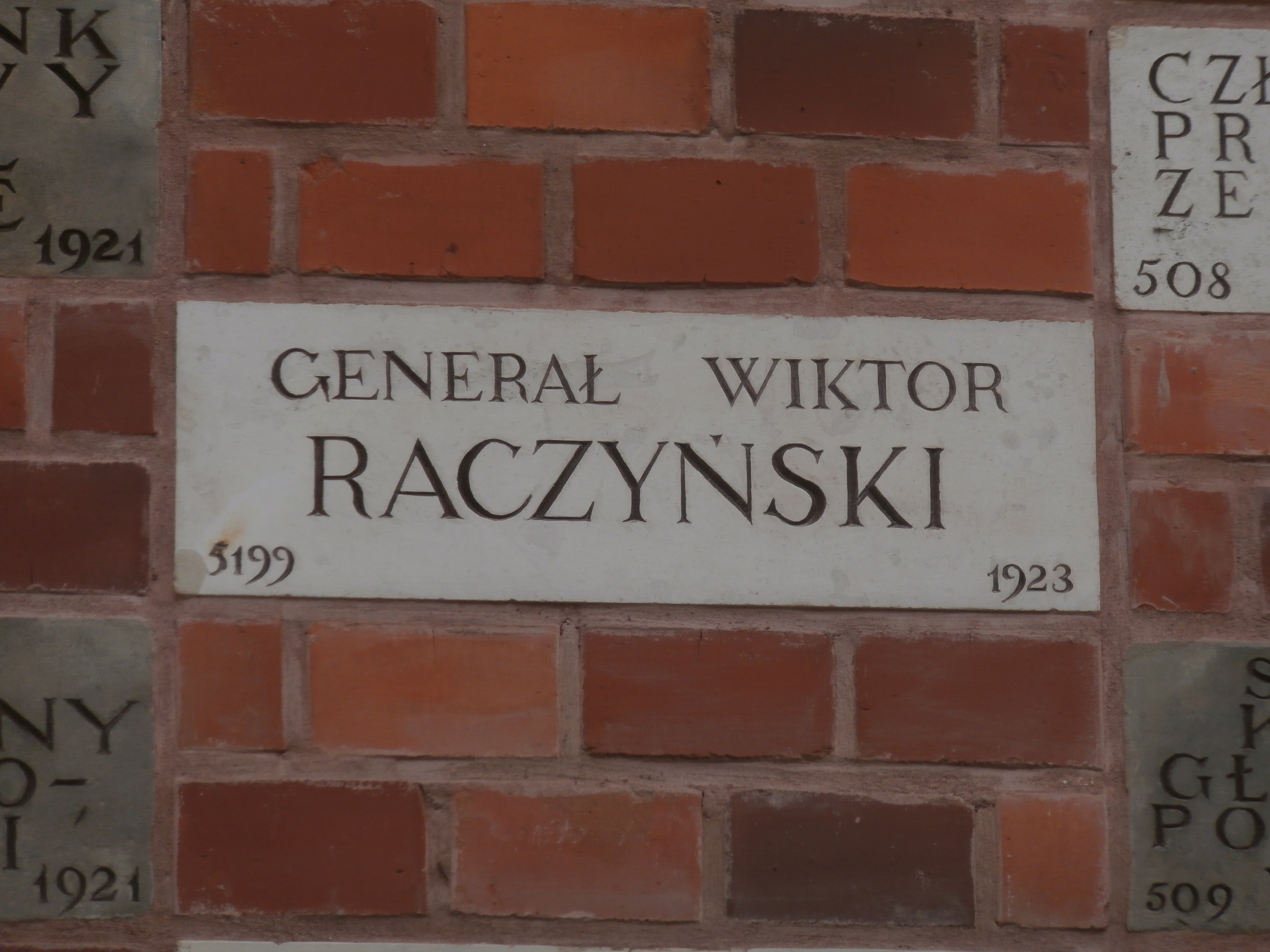
Gen. Wiktor Raczyński wspomógł remont Zamku Królewskiego na Wawelu w 1921 roku. W zamian odwdzięczono mu się cegiełką w murze przed Bramą Herbową na Wawelu

Wiktor Raczyński (ur. 15 marca 1864 w Przemyślu, zm. 2 kwietnia 1928 w Poznaniu) – tytularny generał dywizji Wojska Polskiego.

## Życiorys
Był synem Leona i Ludwiki z Cichałków. Żonaty z Małgorzatą z Krausów. W 1881 r. po ukończeniu siedmioklasowej szkoły realnej w Krakowie rozpoczął studia na Wydziale Budownictwa i Architektury Akademii Technicznej. 27 stycznia 1889 r. rozpoczął służbę w cesarskiej i królewskiej armii. W latach 1913–1914 ukończył kurs dla oficerów sztabowych.
25 października 1919 r. przyjęty do Wojska Polskiego i mianowany dowódcą szwadronu zapasowego taborów Nr 5 w Krakowie. 3 maja 1920 r. wyznaczony został na stanowisko szefa Oddziału VIII Dla Spraw Koni i Taborów Sztabu Dowództwa Okręgu Generalnego „Poznań” w Poznaniu. 11 października 1921 r. powołany został na stanowisko szefa Wydziału II Wojsk Taborowych Departamentu II Jazdy Ministerstwa Spraw Wojskowych w Warszawie.
3 maja 1922 zweryfikowany został w stopniu generała brygady ze starszeństwem z dniem 1 czerwca 1919 w korpusie generałów. 14 czerwca 1923 Prezydent RP przeniósł go w stan spoczynku z dniem 31 lipca 1923 r., w stopniu tytularnego generała dywizji, z prawem noszenia munduru.
Zmarł 2 kwietnia 1928 r. w Poznaniu i  został pochowany na cmentarzu Garnizonowym na zboczu Cytadeli (kwatera 2, miejsce 10).

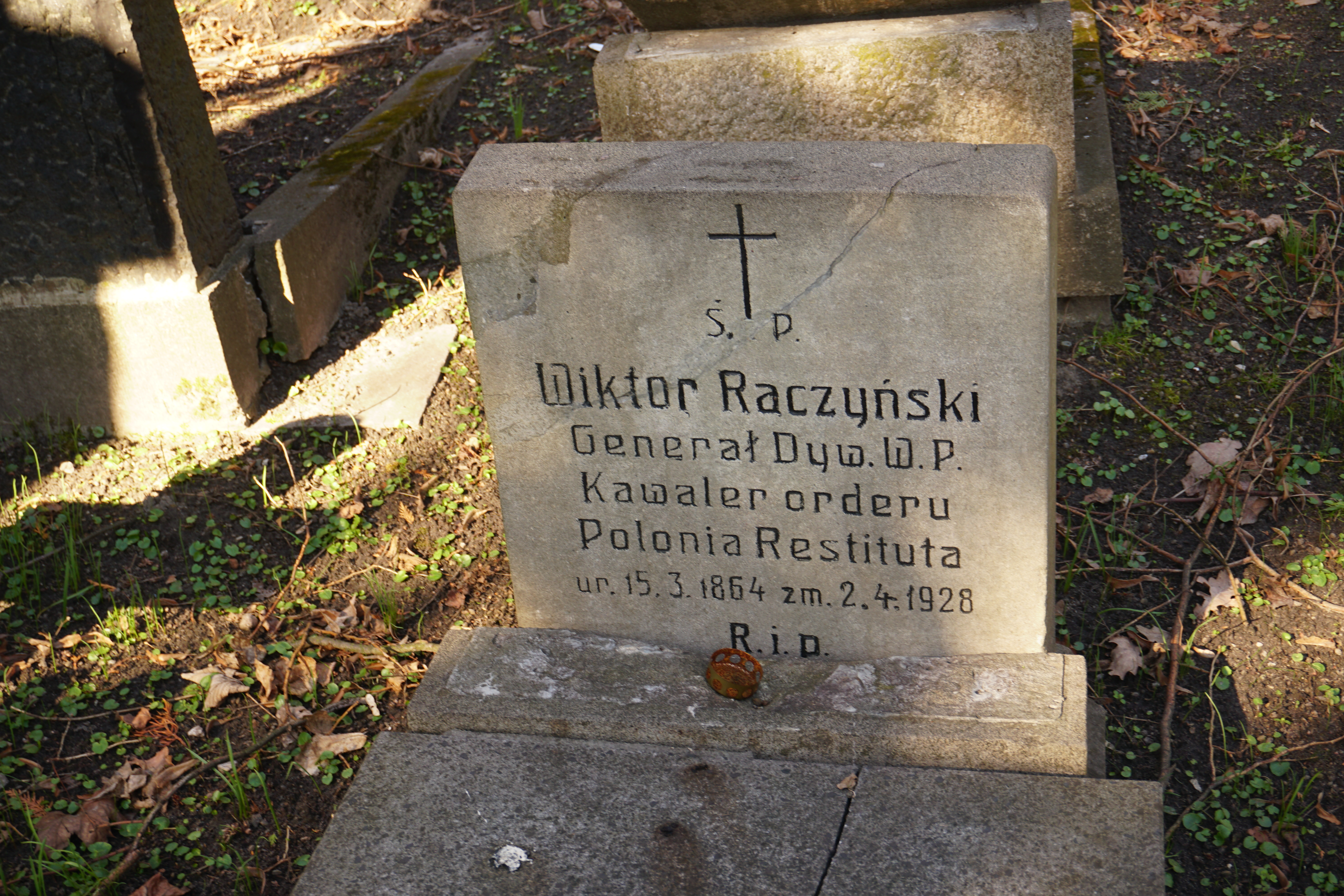
Grób generała Wiktora Raczyńskiego na Cmentarzu Garnizonowym w Poznaniu

## Awanse
- podporucznik (Leutnant) – 1888 r.
- porucznik (Oberleutnant) – 1894 r.
- rotmistrz (Rittmeister II kl.) – 1903 r.
- rotmistrz (Rittmeister I kl.) - ?
- major (Major) – 1914 r.
- podpułkownik (Oberstleutnant) – 1916 r.
- pułkownik – 27 maja 1920 r. zatwierdzony w stopniu pułkownika w Wojskach Taborowych z dniem 1 kwietnia 1920 r.
- generał brygady – 1922 r.
- generał dywizji – 1923 r.

## Ordery i odznaczenia
- Krzyż Oficerski Orderu Odrodzenia Polski – 2 maja 1922 „w uznaniu zasług, położonych dla Rzeczypospolitej Polskiej na polu administracji wojskowej”[4][5]